# روبرت ووكر (لاعب كرة قدم)
روبرت ووكر (بالسويدية: Robert Walker)‏ (6 مارس 1987 بأوربرو في السويد - ) هو لاعب كرة قدم سويدي في مركز الوسط. لعب مع أتفدابيرجس ونادي أوربرو وBK Forward ‏ ونادي جونكوبينغ سودرا ‏.

## وصلات خارجية
- روبرت والكر على موقع اتحاد السويد (السويدية)
- روبرت والكر على موقع قاعدة بيانات كرة القدم.إي يو (الإنجليزية)